# FC Transmash Mogilev
El FC Transmash Mogilev fue un equipo de fútbol de Bielorrusia que alguna vez jugó en la Liga Premier de Bielorrusia, la máxima categoría de fútbol en el país.

## Historia
Fue fundado en el año 1988 en la ciudad de Mogilev con el nombre Selmash Mogilev, y formó parte de la Liga Soviética de Bielorrusia entre 1988 y 1991.
Tras la caída de la Unión Soviética y la independencia de Bielorrusia se convirtió en uno de los equipos fundadores de la Primera División de Bielorrusia en 1992, en 1994 cambia su nombre por su denominación más reciente y en 1996 consigue el título y logra ascender a la Liga Premier de Bielorrusia por primera y única vez en su historia.
En 1997 el club termina en 14º lugar de la tabla general y al terminar la liga el club desaparece luego de que se fusiona con el FC Dnepr Mogilev y nace el FC Dnepr-Transmash Mogilev.

## Palmarés
- Primera División de Bielorrusia: 1

1996

## Temporadas tras la Independencia
| Temporada | División | Pos. | J  | G  | E  | P  | GF-GC | Pts. | Domestic Cup | Notas                           |
| --------- | -------- | ---- | -- | -- | -- | -- | ----- | ---- | ------------ | ------------------------------- |
| 1992      | 2        | 4    | 15 | 6  | 5  | 4  | 25–14 | 15   | 1/16         |                                 |
| 1992–93   | 2        | 3    | 30 | 12 | 13 | 5  | 48–20 | 37   | 1/32         |                                 |
| 1993–94   | 2        | 4    | 28 | 17 | 5  | 6  | 47–26 | 39   |              |                                 |
| 1994–95   | 2        | 11   | 30 | 9  | 8  | 13 | 30–31 | 26   | 1/64         |                                 |
| 1995      | 2        | 7    | 14 | 6  | 4  | 4  | 20–16 | 22   | 1/32         |                                 |
| 1996      | 2        | 1    | 24 | 14 | 7  | 3  | 47–13 | 49   | 1/32         | Promovido                       |
| 1997      | 1        | 14   | 30 | 8  | 4  | 18 | 30–52 | 28   | 1/32         | Se fusiona con el Dnepr Mogilev |
| 1998      |          |      |    |    |    |    |       |      | 1/32         |                                 |